# Weiße Pestwurz
Die Weiße Pestwurz (Petasites albus) ist eine Pflanzenart aus der Gattung Pestwurzen (Petasites) innerhalb der Familie der Korbblütler (Asteraceae).

## Beschreibung

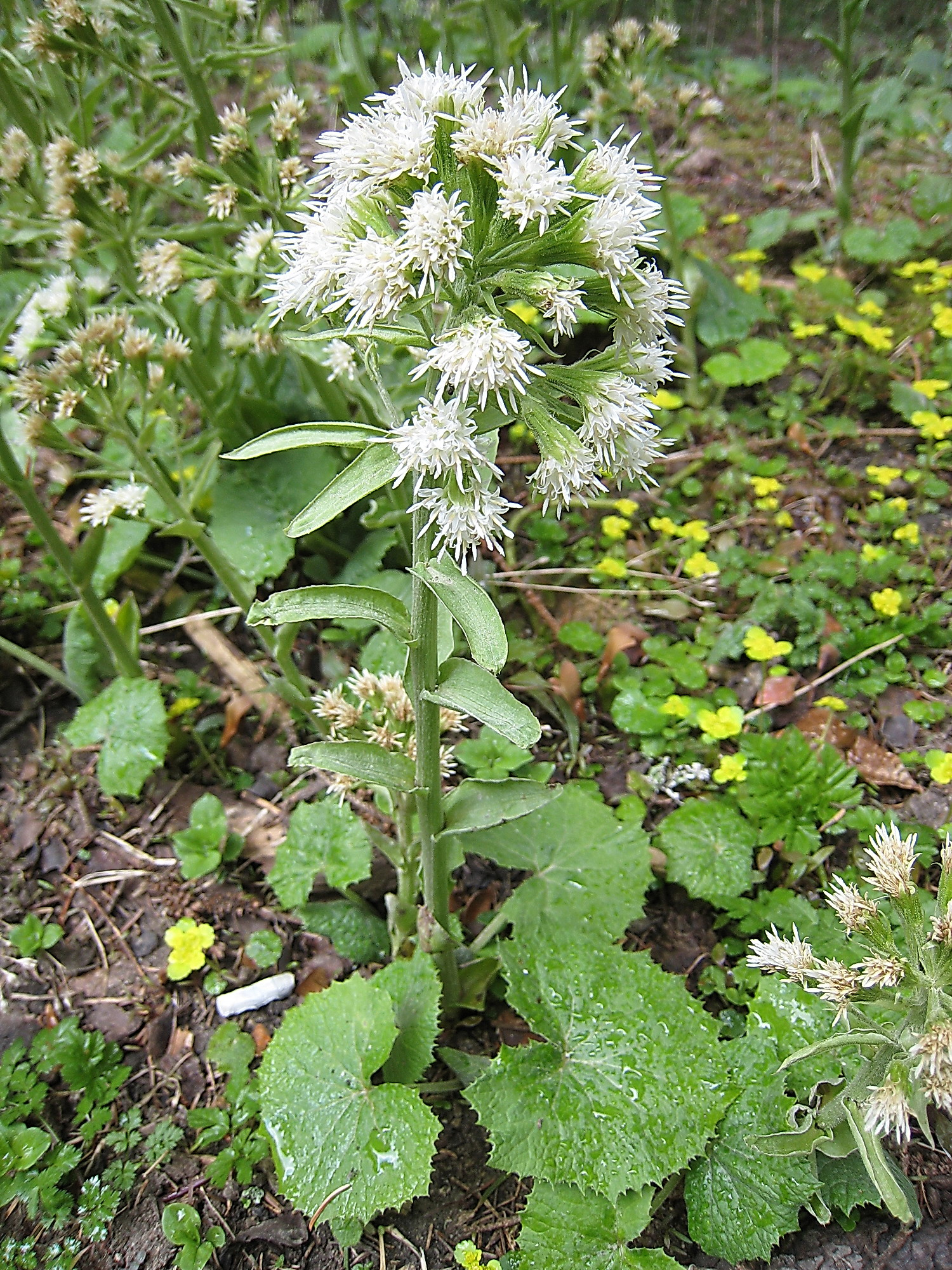
Habitus, Laubblätter und Blütenstand mit Blütenkörbchen

### Vegetative Merkmale
Die Weiße Pestwurz ist eine ausdauernde krautige Pflanze und erreicht zur Blütezeit Wuchshöhen von 10 bis 30 Zentimetern, die weiblichen Pflanzenexemplare wachsen nach der Blütezeit weiter und erreichen zur Fruchtzeit Wuchshöhen von bis 80 Zentimetern. Sie treibt Ausläufer. Die Stängelblätter sind gelblich grün bis blassgrün. Die rundlichen bis eckig-gelappten Laubblattspreiten sind doppelt gezähnt und sind meist 20 bis 40 (bis 45) Zentimeter breit. Sie können sogar einen Meter hoch werden. Sie sind unterseits dauerhaft spinnwebig-filzig und oberseits verkahlend. Die Spreite ist am Grund flach ausgeschnitten. Der Laubblattstiel ist nicht hohl und seitlich nicht gerieft.

### Generative Merkmale
Die Blütezeit reicht von April bis Mai. Die Weiße Pestwurz ist zweihäusig getrenntgeschlechtig (diözisch). In dichten traubigen Blütenständen stehen die körbchenförmigen Teilblütenstände zusammen. Der Blütenstandsschaft ist anfangs filzig, später verkahlend. Er trägt zahlreiche bleichgrüne, länglich-lanzettliche, ganzrandige, häufig herabgeschlagene Schuppenblätter. Die Blütenköpfe sind schlank-walzlich, etwa 25 Millimeter lang und 5 Millimeter breit. 
Die Blütenkörbchen enthalten nur weiße Röhrenblüten. Die männlichen Blüten besitzen fünf aus der Körbchenhülle ragende Kronzipfel und ein Staubblatt. Die Achänen sind 2 bis 3 Millimeter lang und haben eine weiße Haarkrone (Pappus).
Die Chromosomenzahl beträgt 2n = 60.

## Ökologie
Die Blätter werden gern von der Felsenschnecke (Helicigona lapicida) gefressen. An Stängeln findet sich der Pilz Pyrenopeziza nigrificans. An den Wurzeln schmarotzt die Pestwurz-Sommerwurz (Orobanche flava).

## Vorkommen

### Verbreitung
Das Verbreitungsgebiet reicht von Europa bis zur Türkei und dem Kaukasusraum. Im Baltikum, in Großbritannien und in Indien ist diese Art ein Neophyt. Die Fundortangabe für Algerien wird angezweifelt.
In Deutschland ist die Weiße Pestwurz nördlich der Mittelgebirge selten. In Mittelgebirgen mit Lehm- und Tonböden sowie im Alpenvorland und den Alpen kommt sie zerstreut vor, oft in ausgedehnten klonalen und daher eingeschlechtigen Beständen. In Österreich ist sie in allen Bundesländern häufig. Sie ist von der Tallage bis in Höhenlagen von 2000 Metern verbreitet. In den Allgäuer Alpen steigt sie auf der Oberen Biberalpe beim Biberkopf in Bayern bis in eine Höhenlage von 1860 Metern auf. In der Schweiz kommt sie verbreitet und ziemlich häufig vor.

### Standorte

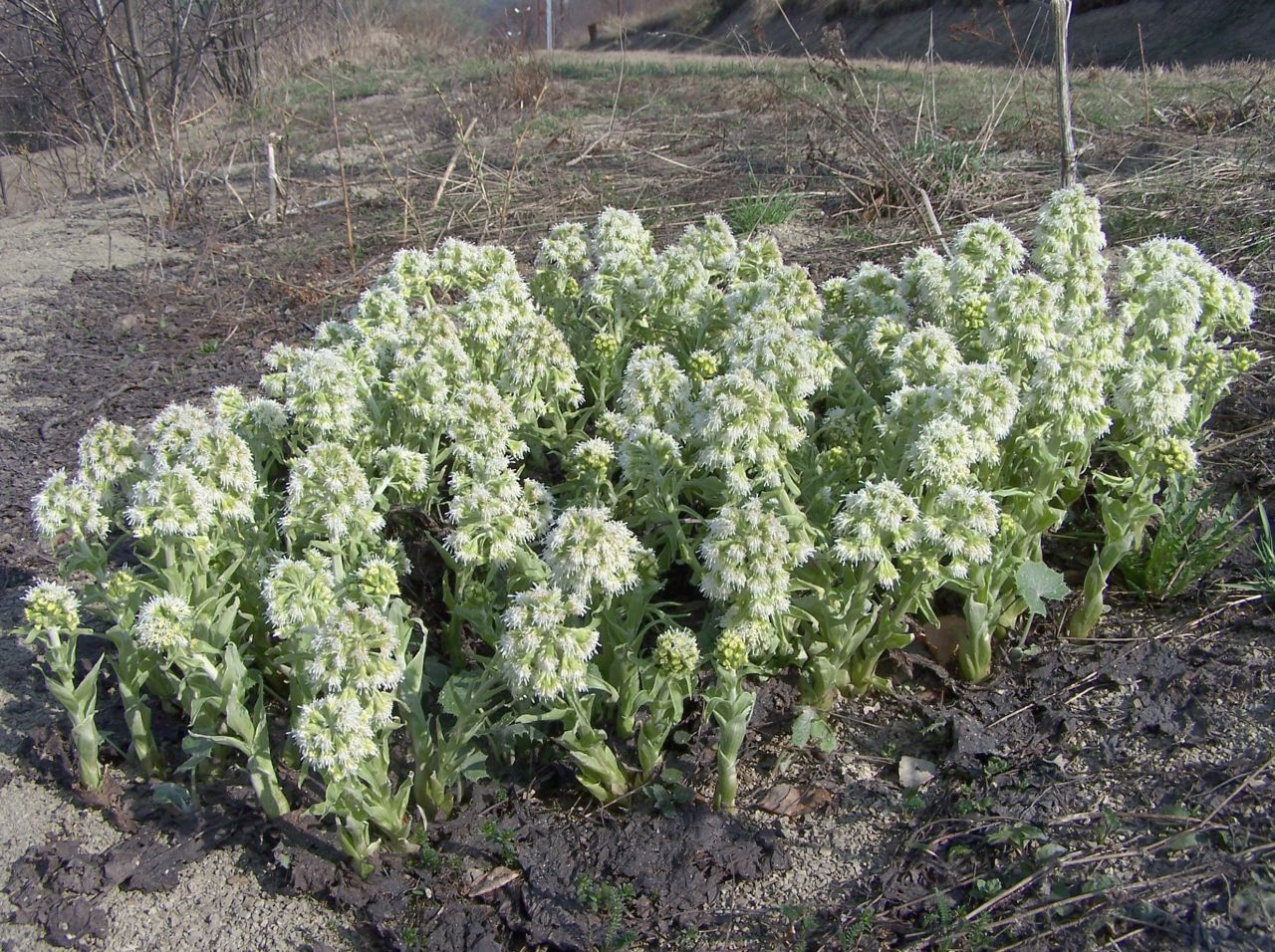
Bestand der Weißen Pestwurz

Die Weiße Pestwurz gedeiht in Deutschland meist an Bachufern, Hochstaudenfluren, feuchten Hängen, sickerfeuchten, lehmreichen Edellaubwäldern, Auwäldern und auch feuchten Forststraßenrändern. Sie kommt meist in Pflanzengesellschaften der Ordnung Fagetalia vor.
Die ökologischen Zeigerwerte nach Landolt et al. 2010 sind in der Schweiz: Feuchtezahl F = 4w+ (sehr feucht aber stark wechselnd), Lichtzahl L = 2 (schattig), Reaktionszahl R = 3 (schwach sauer bis neutral), Temperaturzahl T = 3 (montan), Nährstoffzahl N = 4 (nährstoffreich), Kontinentalitätszahl K = 3 (subozeanisch bis subkontinental). Die Weiße Pestwurz ist ein Sickerwasserzeiger. Sie ist meist ein Mullboden-Kriecher, auch ein Rohboden-Pionier und eine Schatten-Halbschattenpflanze.

## Taxonomie
Die Erstveröffentlichung erfolgte 1753 unter dem Namen (Basionym) Tussilago alba durch Carl von Linné in Species Plantarum, Tomus II, S. 886. Die Neukombination zu Petasites albus (L.) Gaertn. wurde 1791 durch Joseph Gärtner in De fructibus et seminibus plantarum ..., S. 406, Tafel 166 veröffentlicht. Weitere Synonyme für Petasites albus (L.) Gaertn. sind: Petasites glabrescens Hoppe ex DC., Petasites petasites (L.) Karst., Petasites ramosus Baumg., Tussilago glabrescens Steud., Tussilago lutea J.F.Gmel., Tussilago petasites L., Tussilago ramosa Hoppe.